# ملا ابراهیم (زهک)
ملا ابراهیم (زهک)، روستایی از توابع بخش مرکزی شهرستان زهک در استان سیستان و بلوچستان ایران است.

## جمعیت
این روستا در دهستان زهک قرار دارد و براساس سرشماری مرکز آمار ایران در سال ۱۳۸۵، جمعیت آن ۷۵۸ نفر (۱۴۰خانوار) بوده‌است.